# Sertã

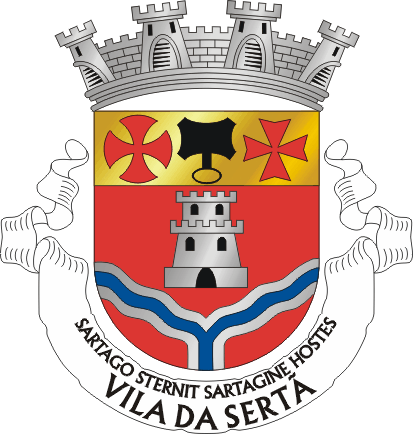

Sertã este un oraș din Districtul Castelo Branco, Portugalia.
| Populația orașului (1801 – 2004) | Populația orașului (1801 – 2004) | Populația orașului (1801 – 2004) | Populația orașului (1801 – 2004) | Populația orașului (1801 – 2004) | Populația orașului (1801 – 2004) | Populația orașului (1801 – 2004) | Populația orașului (1801 – 2004) | Populația orașului (1801 – 2004) |
| -------------------------------- | -------------------------------- | -------------------------------- | -------------------------------- | -------------------------------- | -------------------------------- | -------------------------------- | -------------------------------- | -------------------------------- |
| 1801                             | 1849                             | 1900                             | 1930                             | 1960                             | 1981                             | 1991                             | 2001                             | 2004                             |
| 10235                            | 13456                            | 20380                            | 24057                            | 27997                            | 21503                            | 18199                            | 16720                            | 16208                            |

1. ↑  , Instituto Nacional de Estatística[*] https://www.ine.pt/xportal/xmain?xpid=INE&xpgid=ine_indicadores&indOcorrCod=0008350&selTab=tab0, accesat în 19 septembrie 2018 Lipsește sau este vid: |title= (ajutor)